# Lisbeth Castro
Lisbeth Castro (Caracas, Venezuela, 28 de abril de 1988) es una futbolista profesional venezolana que se desempeña como guardameta. Su actual equipo es el Zaragoza CFF de la Segunda División Femenina de España.

## Clubes
| Club                      | País      | Año         |
| ------------------------- | --------- | ----------- |
| Caracas FC                | Venezuela | 2010 - 2011 |
| Estudiantes de Guarico FC | Venezuela | 2011 - 2016 |
| Unión Magdalena           | Colombia  | 2017 - 2017 |
| Audax Paulista            | Brasil    | 2018 - 2018 |
| Atlético Huila            | Colombia  | 2019 - 2020 |
| Zaragoza CFF              | España    | 2020 -      |

## Palmarés
- Liga Nacional de Fútbol Femenino de Venezuela 2013 - Campeona
- Liga Nacional de Fútbol Femenino de Venezuela 2015 - Campeona
- Copa Libertadores Femenina 2016 - Subcampeona